# Complot dels Metges
El Complot dels Metges (rus: дело врачей [afer dels metges], врачи-вредители [doctors-sabotejadors] o врачи-убийцы [doctors-assassins]) va ser un dramàtic episodi antisemita a la Unió Soviètica durant el règim de Ióssif Stalin, involucrant el desemmascarament d'un grup de preeminents metges, predominantment jueus, com a participants en una conxorxa per assassinar diversos líders soviètics. Va ser acompanyat de judicis espectacle i de propaganda antisemita als mitjans de comunicació. Bastants jueus soviètics van ser acomiadats de les seves feines, detinguts, enviats als gulags o executats. Després de la mort de Stalin el març de 1953, el nou lideratge soviètic declarà que el cas havia estat fabricat.

## Rerefons
Aquells que coneixien a Stalin, com Khrusxov, afirmaren que Stalin havia tingut sentiments negatius cap als jueus que es manifestaren ja abans de la Revolució de 1917. Ja el 1907, Stalin va escriure una carta diferenciant dins del bolxevisme entre una facció jueva i una veritable facció russa. Borís Bajanov, secretari de Stalin, afirmà que Stalin havia fet crues manifestacions antisemites fins i tot abans de la mort de Lenin. Les tendències antisemites a les polítiques del Kremlin van ser animades per l'exili de Lev Trotsky. Després que Maxim Litvinov dimitís com a Ministre d'Exteriors el 1939, Stalin ordenà immediatament a Mólotov que realitzés una purga de jueus del ministeri. Era un senyal cap a l'Alemanya Nazi que la Unió Soviètica estava preparada per a les converses de no-agressió, encara que alguns crítics veuen en això simplement un motiu antisemita. D'acord amb l'historiador IakovEtinger, moltes purgues estatals soviètiques durant la dècada de 1930 van ser antisemites, i després de la II Guerra Mundial hi hagué una política antisemita més intensa. El 1946, Stalin afirmà en privat que tot jueu és un espia potencial. A més, després d'ordenar el desenvolupament de bombarders capaços d'arribar fins a Amèrica, suposadament convençut de què Harry Truman era jueu, Stalin afirmà en privat que ensenyarem a aquest botiguer jueu com ataquem!.
A causa de l'inici de la Guerra Freda, l'aliança de l'Estat d'Israel amb Occident i les sospites de Stalin cap a qualsevol forma de nacionalisme jueu (o cap a qualsevol nacionalisme en general), el règim soviètic eliminà el Comitè Jueu Antifeixista el 1948 i llançà una campanya contra els anomenats "cosmopolites desarrelats". També, en el transcurs de la seva carrera, Stalin esdevingué cada cop més suspicaç cap als metges. Durant els seus darrers anys, fins i tot rebutjà ser tractat pels metges, i només consultava sobre la seva salut amb veterinaris. Després del judici-espectacle contra el Comitè Jueu Antifeixista, 13 membres jueus van ser executats en secret, d'acord amb les ordres de Stalin, en la Nit dels Poetes Assassinats.

### Fets de 1952
La mort del Mariscal Khorloogiin Txoibalsan a Moscou a inicis de 1952 va fer augmentar la paranoia i l'angoixa de Stalin, que comentà que "estan morint l'un darrere de l'altre. Ixtxerbakov, Jdànov, Dimitrov, Txoibalsan... estan morint tan de pressa! Hem de canviar els vells metges per uns de nous". A finals de 1952. Mikhaïl Riumin senyalà al seu superior, Víktor Abakumov, Ministre de Seguretat de l'Estat, que el Professor Iakov Etinger havia comès mala praxis en el tractament de Jdànov i de Itxerbakov, aparentment amb la intenció de matar-los. Quan Abakumov rebutjà creure la història, Riumin va anar a veure directament a Stalin, que veié la mala praxis com a part d'una major conspiració per matar als líders soviètics. Sota tortura, els presoners detinguts durant la investigació de l'anomenat "Complot dels Metges" van confessar per donar "proves" conforme els metges de Stalin, començant pel propi de Stalin, havien assassinat aquells mencionats per Stalin.
L'1 de desembre de 1952, en una sessió del Politburó, Stalin anuncià:
| « | Tots i cadascun dels nacionalistes jueus és un agent del servei d'intel·ligència americà. Els nacionalistes jueus creuen que la seva nació va ser salvada pels Estats Units (allà on hom pot ser ric, burgès, etc.). Es pensen que estan en deute amb els americans. Entre els metges, hi ha molts nacionalistes jueus | » |

Un dels punts de l'agenda de la reunió del 4 de desembre del Presídium del Partit era "La situació al MGB i sabotatge als rangs dels treballadors mèdics". Va ser portat pel mateix Stalin i pel viceministre del MGB Goglidze. Sense mi, afirmà Stalin, el país serà destruït perquè no sabreu reconèixer als enemics. Una conseqüència d'aquesta reunió va ser consolidar tots els serveis d'intel·ligència i contra-intel·ligència sota el GRU, encapçalat per S.I. Ogoltsov (qui després seria acusat d'organitzar l'assassinat de Solomon Mikhoels el 1948).

### Judicis de Praga
A l'albada dels Judicis de Praga, 11 antics líders comunistes i alts oficials txecoslovacs (14 van ser jutjats en total, 11 dels quals eren jueus) van ser executats el 3 de desembre de 1952. El 16 de desembre, a la Conferència Nacional del Partit Comunista de Txecoslovàquia, el President de Txecoslovàquia Klement Gottwald anuncià: Durant la investigació i el judici del centre conspiratori anti-estatal vam descobrir un nou canal pel qual la traïció i l'espionatge penetraven al Partit Comunista. És el Sionisme. Una de les acusacions contra Rudolf Slánský va ser realitzar passes actives per tallar en curt la vida de Gottwald amb l'ajut de metges assenyalats a dit des del camp enemic.

## Un article aPravda
Per mobilitzar al poble soviètic per a la seva campanya, Stalin ordenà a TASS i a Pravda que publiquessin històries sobre el que Stalin anomenà el Complot dels Metges per assassinar els líders soviètics, incloent al mateix Stalin, per tal de preparar el decorat propici per als judicis espectacle. El 13 de gener de 1953, alguns dels metges de més prestigi i més preeminents de la Unió Soviètica van ser acusats de participar en un vast complot per enverinar a diversos membres del màxim lideratge polític i militar soviètic. Pravda informà de les acusacions sota el titular "Viciosos Espies i Assassins sota la Màscara de Metges Acadèmics".
Avui, l'agència de notícies TASS informa de la detenció d'un grup de metges-sabotejadors. Aquest grup terrorista, descobert fa algun temps pels orgues de seguretat de l'Estat, tenien com a objectiu tallar les vides dels líders de la Unió Soviètica mitjançant el sabotatge mèdic.
La investigació estableix que els participants del grup terrorista, explotant la seva posició com a metges i abusant de la confiança dels seus pacients, soscavaven deliberada i brutalment la salut dels seus pacients realitzant diagnòstics incorrectes, matant-los realitzant tractaments dolents i incorrectes. Cobrint-se a si mateixos sota l'aparença noble i misericordiosa de metges, homes de ciència, aquests dimonis i assassins han deshonrat la sagrada bandera de la ciència. Havent pres el camí de crims monstruosos, han tacat l'honor dels científics.
Entre les víctimes d'aquesta colla de bèsties inhumanes estan els camarades A.A. Jdànov i A.S. Ixtxerbakov. Aquests criminals han confessat que, aprofitant-se de la malaltia del camarada Jdànov, van ocultar intencionadament un infart de miocardi, sense prescriure-li tractaments per a aquesta seriosa malaltia fins matar-lo. Els metges assassins, mitjançant l'ús incorrecte de poderosos medicaments i prescrivint tractaments nocius, van retallar la vida del camarada IIxtxerbakov, portant-lo a la mort.
La majoria dels participants del grup terrorista van ser subornats per la intel·ligència americana. Van ser reclutats per una oficina de la intel·ligència americana – l'organització nacionalista burgesa jueva anomenada "Conjunt". La cara bruta d'aquesta organització espia sionista, amagant les seves malvades accions sota la màscara de la caritat, ara ha quedat completament descoberta....
El desenmascarament de la banda de metges-enverinadors ha estat un cop contra l'organització internacional jueva sionista... Ara podem veure quina mena de filantrops i "amics de la pau" s'amaguen sota el títol del "Conjunt".
S'han descobert altres participants del grup terrorista (Vinogradov, M. Kogan, Egorov) tal com s'ha determinat en l'actualitat, eren des de fa temps agents de la intel·ligència anglesa, servint-la des de feia anys, portant a terme les seves tasques més criminals i sòrdides. Els peixos grossos americans i els seus col·legues menors britànics saben que aconseguir el domini sobre altres nacions mitjançant medis pacífics és impossible. Preparant febrilment una nova guerra mundial, han enviat espies enèrgicament a l'interior de la Unió Soviètica i d'altres països amb democràcies populars: han intentar fer el que els hitlerians no van poder fer: crear una quinta columna pròpia subversiva a la Unió Soviètica.
El poble soviètic no pot oblidar ni un sol minut que ha de mantenir la vigilància, que ha d'estar alerta de totes les maneres possibles contra els traficants de la guerra i els seus agents, per enfortir constantment les Forces Armades i els orgues d'intel·ligència del nostre govern.
Entre altres noms famosos mencionats estaven Solomon Mikhoels (actor i director del Teatre Estatal Jueu de Moscou i cap del Comitè Jueu Antifeixista, assassinat per ordres de Béria el gener de 1948), que havia estat anomenat un conegut nacionalista burgès jueu, Miron Vovsi (metge personal de Stalin i germà de Mikhoels), Iakov Etinger (un cardiòleg mundialment famós), A. Feldman (otorrinolaringòleg), A. Grinxtein (neuropatòleg), Borís Kogan (terapeuta), Mikhaïl Kogan, I. Iegorov i V. Vinogradov. Llevat de dos, tota la resta eren jueus.
La llista de les suposades víctimes incloïa els oficials d'alt rang Andrei Jdànov i Aleksandr Ixtxerbakov, els Mariscals de l'exèrcit Aleksandr Vassilevski, Leonid Govorov i Ivan Kóniev, el general Ixtemenko, l'almirall Gordei Levtxenko, i d'altres.

## Detencions
En un inici es van detenir a 37 persones, però el nombre va créixer ràpidament fins a arribar a diversos centenars. Molts jueus soviètics van ser acomiadats de les seves feines, detinguts, enviats als Gulags o executats. Tot això va ser acompanyat per judicis espectacles i propaganda antisemita als mitjans de comunicació soviètica. Pravda preparà la publicació d'una carta signada per diversos notables soviètics (incloent jueus) que contenien iniciatives de condemna del "complot"; tot i això, alguns notables jueus rebutjaren signar-la (com el general Iakov Kreizer, el cantant Mark Reizen, els escriptors Veniamin Kaverin i Ilià Erenburg, etc.). La carta, però, mai no va ser publicada perquè la campanya acabà poc després. D'acord amb Khrusxov, Stalin l'incità a promoure l'antisemitisme a Ucraïna, dient-li que els bons treballadors de la fàbrica haurien de disposar de clubs on puguin enviar a l'infern a aquests jueus.
El 9 de febrer de 1953, va haver una explosió al territori de l'ambaixada soviètica a Israel, i l'11 de febrer la Unió Soviètica trenca les relacions diplomàtiques amb l'estat jueu, tot i que quedaren restaurades al juliol. L'endemà, Maria Weizman, metgessa moscovita i germana del primer President d'Israel Chaim Weizmann (qui havia mort el 1952), va ser detingut.
Fora de Moscou, aparegueren acusacions semblants ben de pressa. Per exemple, a Ucraïna es descobrí un "complot de metges" presumptament encapçalat pel famós endocrí Victor Kogan-Iasni (el primer que tractà la diabetis amb insulina a la Unió Soviètica, salvant a milers de persones). Es van detenir 36 "conxorxats".
En els arxius recentment oberts del KGB han aparegut proves que Stalin perseguí els materials dels interrogatoris aconseguits per Gueorgui Malenkov, Nikita Khrusxov i d'altres víctimes potencials del complot dels metges.
Albert Einstein, Winston Churchill i d'altres dignataris mundials enviaren telegrames de condemna al ministeri d'exteriors soviètic, demanant una investigació.

## Mort de Stalin i conseqüències
Després de la mort de Stalin el 5 de març de 1953, el nou lideratge soviètic va separar-se ràpidament de la investigació al complot. Els càrrecs van ser oblidats i els metges van ser exonerats el 31 de març mitjançant un decret del nou ministre d'Interiors Lavrenti Béria, i el 6 d'abril va ser fet públic a Pravda. L'investigador del MGB i Viceministre Mikhaïl Riumin va ser culpat per maquinar el complot, sent detingut i executat. Les carreres de la major part dels metges involucrats, però, arribà al seu final, veient-se obligats a abandonar les grans ciutats, com Moscou i Leningrad.

## Declaracions de Khrusxov
En el seu Discurs Secret de 1956, el Premier soviètic Nikita Khrusxov afirmà que el Complot dels Metges va ser fabricat i portat a terme per Stalin, però que no havien tingut temps per fer-lo acabar, salvant les vides dels metges. Khrusxov també afirmà que Stalin cridà al jutge i, que veient els mètodes que emprà, ordenà "colpejar, colpejar i tornar a colpejar". Stalin va dir al seu ministre de Seguretat de l'Estat si no obté confessions dels metges li tallarem el cap. Stalin va dir als membres del Politburó: Estan cecs com pollets. Què passarà sense mi? El país morirà perquè no sabran com reconèixer als enemics.

## Especulacions sobre una planejada deportació de jueus
En el seu Discurs Secret, Nikita Khrusxov afirmà que Stalin intentava usar el Judici dels Metges per llançar una nova gran purga.
Segons Nikolai Poliakov, Stalin creà una Comissió de Deportació especial per planejar la deportació de jueus als camps. Poliakov, secretari de la comissió, afirmà anys després que, d'acord amb el pla inicial de Stalin, la deportació havia de començar a mitjans de febre de 1954, però per llavors, la tasca monumental de completar llistes de jueus encara no havien estat acabades. Els jueus de pura sang havien de ser els primers a ser deportats, seguits pels que ho eren a mitges (polukrovki). Abans de la seva mort el 1953, Stalin havia planejat l'execució dels defensors del "Complot dels Metges" en un judici a la Plaça Roja al març de 1953, presentant-se a si mateix com el salvador dels jueus soviètics en enviar-los als camps per protegir-los de l'airada població russa. D'altres afirmen que es tractava d'una deportació planejada. Finalment, també se cita que no hi ha cap prova documental que especifiqui una deportació planejada que volgués traslladar geogràficament a la població jueva assimilada.
Iakov Etinger, fill d'un dels metges, va dir que parlà amb Bulhanin, qui li va reconèixer que hi havia plans per deportar als jueus. La credibilitat d'Etinger va ser qüestionada, però, quan afirmà tenir una carta publicada al Pravda anteriorment no publicada, signada per diverses personalitats jueves i demanant una deportació dels jueus. El suposat original de la carta ha estat publicat a Istochnik i en altres publicacions. No només no hi havia cap pla per portar a terme cap deportació dels jueus, sinó que es preveia la creació d'un diari jueu. El suposat text de les cartes serveix com a argument contra l'existència dels plans de la deportació. Es demanà a Etinger publicar les notes preses durant les seves suposades trobades amb Bulganin, però aquestes encara no han estat publicades.
Poc després de la mort de Stalin el 1953 es construïen quatre grans camps al sud i a l'oest de Rússia, i els rumors deien que estaven destinats per als jueus, però no existí cap directiva per a l'ús dels camps.
L'opinió de diversos estudiosos de fora de la Unió Soviètica, d'acord amb el que va dir Khrusxov, és que Stalin volia emprar el Judici dels Metges per llançar una nova gran purga sobre el Partit.